# سمیون الیستراتوف
سمیون الیستراتوف (روسی: Семён Андреевич Елистратов؛ زادهٔ ۳ مهٔ ۱۹۹۰) اسکیت‌باز سرعت اهل روسیه بود.
وی همچنین برندهٔ جوایزی همچون نشان دوستی شده‌است.